# Hicham Khaloua
Hicham Khaloua (San Javier, Murcia, España, 7 de mayo de 1995) es un futbolista marroquí nacido en España que juega actualmente en el San Javier Club de Fútbol de Primera Autonómica de la Región de Murcia.

## Trayectoria
Hicham es un delantero centro formado en la cantera del Cartagena. En su temporada como cadete en el club murciano anotó 46 goles y alternó el cadete con el juvenil de Liga Nacional.
Tras una prueba de veinte días en Alemania para el Manchester City, y el FC Cartagena no ponerse de acuerdo con el jugador para hacerle un contrato, hizo que se marchara al Almería donde el padre del agente del jugador Ricardo Martínez ejercía de vicepresidente ejecutivo.
Hicham destacó marcando 20 goles en dieciocho partidos en el juvenil del UD Almería, lo que le sirvieron para dar el salto al filial, que dirigía Francisco, en el que anotó seis goles en nueve encuentros, a pesar de ser juvenil de segundo año.
Allí jugaría durante tres campañas en el filial, donde consiguió debutar en primera división tal y como le prometieron antes de renovar en verano de 2013, con el que jugó cuatro partidos en Primera y anotó un gol. En 2014 el jugador se asentó en el Almería B y a sus dieciocho años llegó la oportunidad de tocar la élite y que mejor manera de hacerlo que debutar con gol y victoria en su estadio contra la Real Sociedad el 25 de marzo de 2014. En dicho partido, el jugador saltó al campo en el 86 y marcó en el 91, y una gran dosis de fortuna bastaron al joven delantero hispano-marroquí, aún juvenil, para convertirse, con 18 años y 341 días, en el debutante más joven en anotar un gol en Primera como rojiblanco.
En la temporada 2014/2015 alterna el primer equipo del UD Almería, con el filial en Segunda División B. En la 2015/2016 estuvo en la órbita del Cádiz y del Real Murcia, pero finalmente decidió quedarse en el Almería B y volver a alternar con la primera plantilla, con el que siguió haciendo goles en el filial almeriense.
En la temporada 2016-17, llegó como cedido al Celta B, con el que consiguió la friolera de 16 goles en 38 partidos con los celestes y llegó a optar por el ascenso a Segunda con el filial olívico. 
De vuelta a la UD Almería en Segunda División en la temporada 2017-18, Hicham tuvo un rol de comodín, disputando 23 encuentros, 11 de elloscomo titular, en los que anotó un gol.
Durante la temporada 2018-19, el delantero marroquí de propiedad del UD Almería es cedido al CD Castellón del Grupo III de Segunda División B, donde jugaría 19 partidos en la primera vuelta de la liga y marcó 3 goles. En enero de 2019, en el mercado de invierno, el delantero abandona el club castellonense y llega cedido al UCAM Murcia Club de Fútbol del Grupo IV Segunda División B de España. En el conjunto murciano disputó una decena de duelos ligueros y firmó dos dianas. Entre ambos conjuntos anotaría 4 goles y disputaría 27 partidos en su casillero.
En verano de 2019, firma por la  UD Melilla de la Segunda División B de España en el que juega la primera vuelta de la Liga. En enero de 2020, firma por el Cádiz Club de Fútbol "B" del Grupo IV de la Segunda División B de España hasta el 30 de junio de 2021.
En la segunda parte de la temporada 2019-20, solo jugaría 5 encuentros y ninguno de titular en las filas del Cádiz Club de Fútbol "B", por lo que en septiembre de 2020 rescinde su contrato con el filial cadista.
El 6 de noviembre de 2020, firma por el Moghreb Tétouan de la Liga de Fútbol de Marruecos.
En agosto de 2022, firma por el Union de Touarga de la Liga de Fútbol de Marruecos, en el que juega durante dos temporadas.
El 24 de marzo de 2025, firma por el San Javier Club de Fútbol de la Primera Autonómica de la Región de Murcia.

## Selección
El jugador es internacional con la selección de fútbol sub-20 de Marruecos y disputó 5 partidos clasificatorios para la Copa de África de 2015 de su categoría, donde anotó 5 goles.

## Clubes
| Club                                | País      | Temporada       |
| ----------------------------------- | --------- | --------------- |
| UD Almería "B"                      | España    | 2011-2016       |
| UD Almería                          | España    | 2014-2019       |
| Celta de Vigo "B" (cedido)          | España    | 2016-2017       |
| CD Castellón (cedido)               | España    | 2018-2019       |
| UCAM Murcia Club de Fútbol (cedido) | España    | 2019            |
| UD Melilla                          | España    | 2019-Actualidad |
| Cádiz Club de Fútbol "B"            | España    | 2020            |
| Moghreb Tétouan                     | Marruecos | 2020-2022       |
| Union de Touarga                    | Marruecos | 2022-2024       |
| San Javier Club de Fútbol           | España    | 2025-Act.       |